# IV. třída okresu Tachov
IV. třída okresu Tachov tvoří společně s ostatními skupinami čtvrté třídy nejnižší (desátou nejvyšší) fotbalovou soutěž v České republice. Je řízena Okresním fotbalovým svazem Tachov. Hraje se každý rok od léta do jara se zimní přestávkou.

## Vítězové

### IV. třída okresu Tachov skupina A
| Ročník  | Vítězný tým              |
| ------- | ------------------------ |
| 2004/05 | TJ Sokol Lom u Tachova B |
| 2005/06 | TJ Sokol Stráž           |
| 2006/07 | Hraničář Částkov B       |
| 2007/08 | Inter Hošťka             |
| 2008/09 | FK Tachov B              |
| 2009/10 | Hraničář Částkov B       |
| 2010/11 | TJ Chodský Újezd B       |
| 2011/12 | Slavoj Chodová Planá B   |
| 2012/13 | TJ Ctiboř                |
| 2013/14 | TJ Chodský Újezd B       |
| 2014/15 | TJ Chodský Újezd B       |
| 2015/16 | TJ Čechie Halže B        |
| 2016/17 | TJ Dynamo Studánka B     |
| 2017/18 |                          |

### IV. třída okresu Tachov skupina B
| Ročník  | Vítězný tým            |
| ------- | ---------------------- |
| 2004/05 | Sokol Svojšín          |
| 2005/06 | TJ Jiskra Bezdružice B |
| 2006/07 | TJ Sokol Trpísty       |
| 2007/08 | TJ Kladruby B          |
| 2008/09 | Sokol Bor B            |
| 2009/10 | TJ Sokol Holostřevy    |
| 2010/11 | TJ Sokol Trpísty       |
| 2011/12 | Hraničář Částkov B     |
| 2012/13 | TJ Staré Sedliště      |
| 2013/14 | Sokol Bor B            |
| 2014/15 | Sokol Bor B            |

### IV. třída okresu Tachov skupina C
| Ročník  | Vítězný tým         |
| ------- | ------------------- |
| 2010/11 | TJ Staré Sedliště   |
| 2011/12 | TJ Jiskra Vranov    |
| 2012/13 | TJ Jiskra Vranov    |
| 2013/14 | TJ Sokol Holostřevy |